# Братья Капрановы
Вита́лий Вита́льевич Капра́нов и Дми́трий Вита́льевич Капра́нов (Братья Капрановы) — украинские издатели, писатели, публицисты. 16 апреля 2024 года на 57-м году жизни умер украинский писатель и брат Виталия Капранова, Дмитрий Капранов. 18 апреля 2024 года состоялось отпевание в Михайловском Златоверхом соборе города Киева.

## Ранняя биография
Родились 24 июля 1967 года в городе Дубоссары (Молдавия). Детство прошло в Очакове Николаевской области, там же в 1984 году окончили среднюю школу. Украинского языка в школе не изучали. Кроме общеобразовательной, окончили ещё спортивную (греко-римская борьба) и музыкальную (фортепиано) школы. Высшее образование получили в Уральском политехническом институте (Свердловск) и Московском энергетическом институте по специальности «техническая кибернетика». В 1988 году вступили в брак с сёстрами-близнецами (ныне они являются владелицами туристической фирмы) и переехали в Москву, проживали на улице Ивана Франко. Работали на разных должностях в фармацевтическом и винодельческом бизнесе.

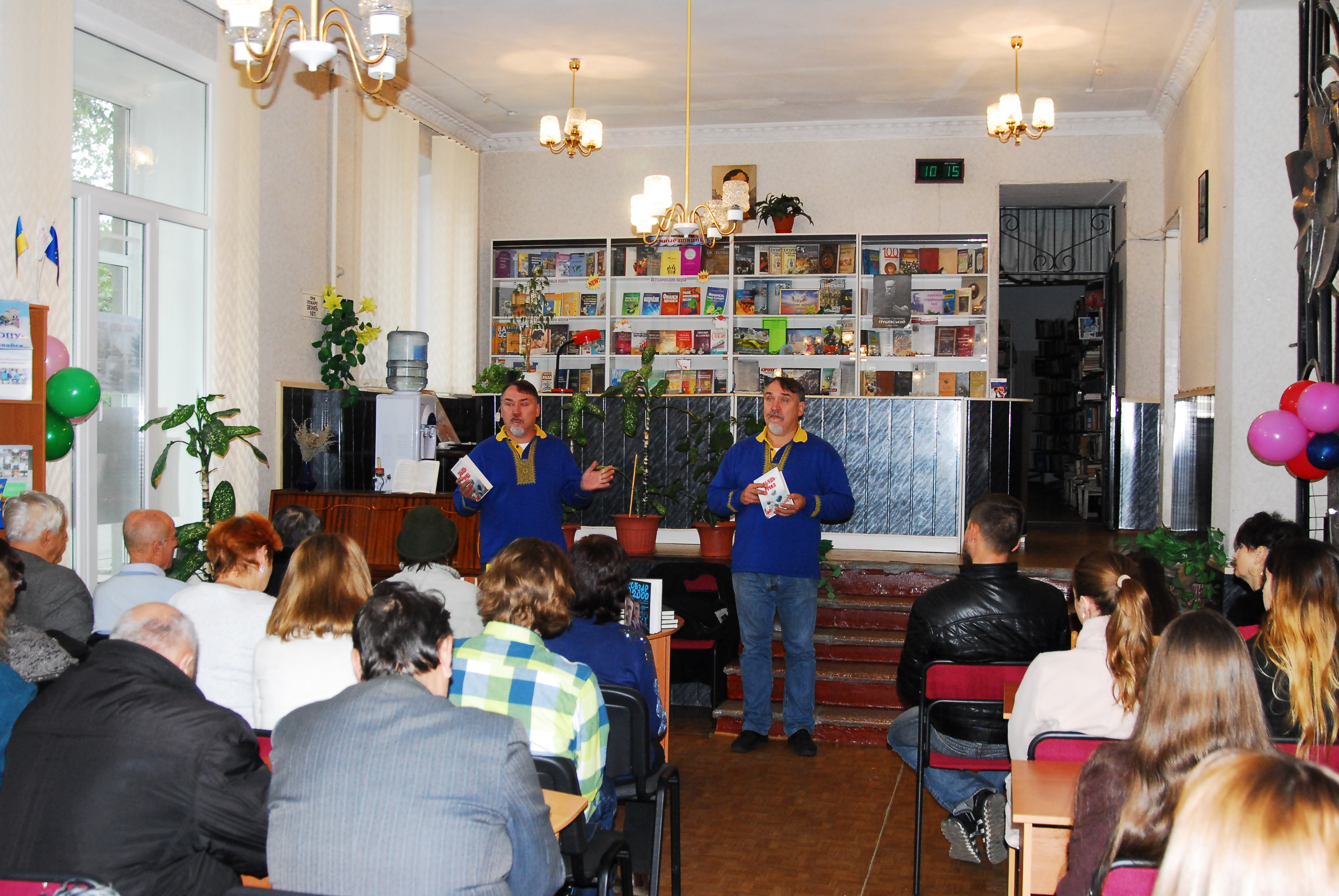
Писатели

## Издательская деятельность
В начале 1990-х годов братья Капрановы издавали в Москве украинскую газету «Тынды-Рынды» и журнал украинской фантастики «Братья». Тогда же начали писать свою первую книгу «Кобзарь 2000», которую закончили в 1998 году в Киеве.

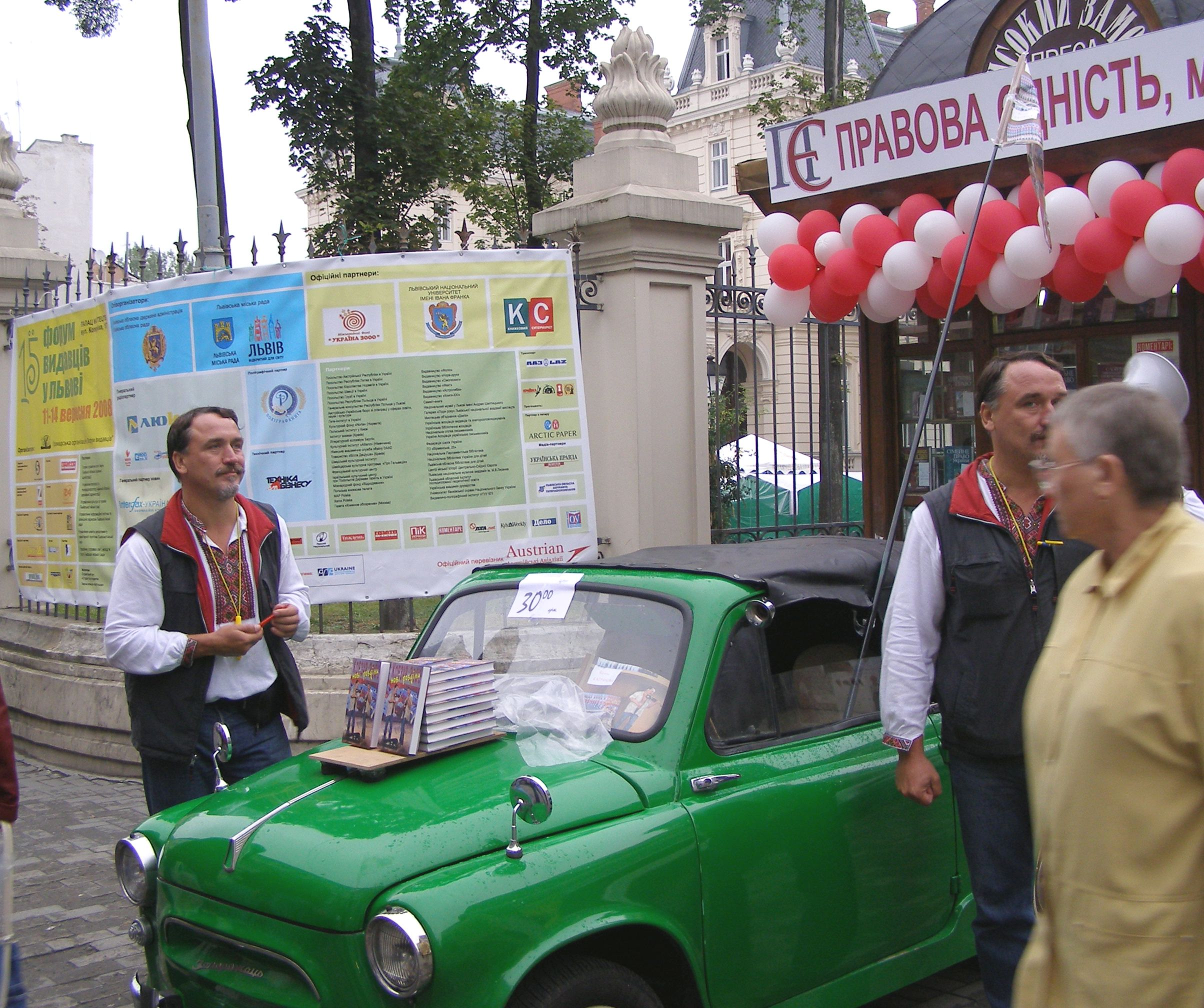
Братья Капрановы презентуют свои книги на Львовском форуме издателей на собственном горбатом «Запорожце» (2008 год)

В 1998 году Капрановы переехали в Киев, посчитав, что украинцы должны жить на Украине. Не сумев издать свою книгу, они решили сами стать издателями. Первый книжный проект Капрановых — каталог книг на украинском языке по почте «Книгоноша». В 1998 году братья Капрановы составили каталог книг на украинском языке. В 1999 году Капрановы вместе с телеканалом «1+1» и шоколадным брендом «Корона» организовали первый конкурс украинской остросюжетной литературы «Золотой Бабай». Победителем стал роман Василия Шкляра «Ключ».
В конце 1990-х годов братья Капрановы выпустили сборник «Сказки Деда Панаса» на пяти VHS-кассетах.
В 2000 году они организовали издательство «Зелёный пёс». Первой выпущенной книгой стал роман Леонида Кононовича «Я, зомби». В 2001 году вышел «Кобзарь 2000» с иллюстрациями Владислава Ерко. К 2007 году издательство «Зелёный пёс» издавало свыше 60 названий книг ежегодно. Их эротический роман «Кобзарь 2000» переиздавался четыре раза. Осенью 2004 года вышел из печати второй роман Капрановых — «Приворотное зелье», в 2006 году — третий их роман «Размер имеет значение». В 2007 году издали книгу своих статей «Закон Братьев Капрановых». В сентябре 2008 года презентовали книгу «Новые разделы в „Кобзарю 2000“». Эта книга была дополнена и переиздана в 2010 году под названием «Новые и самые новые разделы. Кобзарь 2000». В 2011 году презентовали роман о Помаранчевой революции «Дневник моей секретарши».
4 февраля 2004 года братья Капрановы в знак протеста против нового бюджета Украины, который, по их мнению, остановил издание книг, сожгли рукопись нового романа у здания Кабинета Министров. Позднее бюджет был изменён.
В 2007 году выступили инициаторами Чрезвычайного собрания «Украина — зона культурного бедствия». Результатом собрания стало провозглашение Украины зоной культурного бедствия и был выдвинут ряд требований и предложений власти по улучшению ситуации. В 2007 году основали премии «Золотой намордник» — за первое место в рейтинге государственного хамства (присуждается государственному учреждению по результатам интернет-голосования на сайте) и «Золотой ошейник» — за первое место в рейтинге иностранного хамства (присуждается иностранному посольству или консульству по результатам интернет-голосования).
Помимо литературной, издательской, торговой и общественной деятельности братья Капрановы занимаются публицистикой, печатаясь в различных украинских СМИ.
В 2011 году братья Виталий и Дмитрий Капрановы решили вступить в националистическую организацию «„Тризуб“ им. Степана Бандеры» «в знак протеста против правящего режима». В том же году основали Всеукраинский конкурс двойников Тараса Шевченко.